# ميتولاكلور
ميتولاكلور مركب عضوي يستخدم على نطاق واسع كمبيد للأعشاب. وهو مشتق من الأنيلين وهو عضو في عائلة كلورو أسيتانيليد لمبيدات الأعشاب. إنه فعال للغاية تجاه الحشائش.

## الاستخدام الزراعي
تم تطوير ميتولاكلور بواسطة سيبا جيجي. أفعاله عن طريق تثبيط الاستطالات وحلقات البيروفوسفات جيرانيلغيرانيل، والتي تعد جزءًا من مسار جبرلين. يتم استخدامه لمكافحة الحشائش والأعشاب عريضة الأوراق في الذرة وفول الصويا والفول السوداني والذرة الرفيعة والقطن. كما أنها تستخدم مع مبيدات الأعشاب الأخرى.

الأيزومرات الأربعة للميتولاكلور.

الميتولاكلور مبيد أعشاب شائع في الولايات المتحدة. كما تمت صياغته في الأصل، تم استخدام ميتولاكلور كزمي، خليط 1:1 من (S)-و(R)-الأيزومرات. يعتبر المينانتيومر (R) أقل نشاطًا، وتوفر طرق الإنتاج الحديثة تركيزًا أعلى من S-ميتولاكلور، وبالتالي فإن معدلات الاستخدام الحالية أقل بكثير من التركيبات الأصلية.

## الإنتاج والهيكل الأساسي
ينتج الميتولاكلور من 2-إيثيل-6-ميثيلانيلين عن طريق التكثيف باستخدام ميثوكسي أسيتون. يتم هدرجة الإيمين الناتج ليعطي بشكل أساسي أمين الأيزومري S-الفراغ. هذا الأمين الثانوي أسيتيل مع كلورو أسيتيل كلوريد. بسبب التأثيرات الفراغية لأنيلين 2،6 غير المستبدلة، فإن الدوران حول رابطة أريل-سي إلى ن مقيد. وهكذا، فإن كلا من (R)-و(S)-المتماثلات موجودة كجسمات أتروبيسومرات. يظهر كل من الأتروبيزومرات لميتولاكلور (S) نفس النشاط البيولوجي.

## السلامة والتأثيرات البيئية
تم اكتشاف الميتولاكلور في المياه الجوفية والسطحية بتركيزات تتراوح من 0.08 إلى 4.5 جزء في المليار (جزء في البليون) في جميع أنحاء الولايات المتحدة. تم تصنيفها على أنها مبيد آفات من الفئة C من قبل وكالة حماية البيئة الأمريكية، مما يشير إلى أدلة محدودة على السرطنة. إن الأدلة على التراكم الأحيائي للميتولاكلور في الأنواع الصالحة للأكل من الأسماك وكذلك تأثيره الضار على النمو والتنمية تثير مخاوف بشأن آثاره على صحة الإنسان. على الرغم من عدم وجود تركيز أقصى محدد (الحد الأقصى لمستوى الملوثات) للميتولاكلور المسموح به في مياه الشرب، فإن وكالة حماية البيئة الأمريكية لديها مستوى استشاري صحي يبلغ 0.525 ملغم/لتر.
يتسبب الميتولاكلور في إحداث تأثيرات سامة للخلايا وسمية جينية في الخلايا الليمفاوية البشرية. كما لوحظت تأثيرات سامة للجينات في الضفادع الصغيرة المعرضة للميتولاكلور. تكشف الأدلة أيضًا أن الميتولاكلور يؤثر على نمو الخلايا. تم تقليل الانقسام الخلوي في الخميرة، وأظهرت أجنة الدجاج المعرضة للميتولكلور انخفاضًا ملحوظًا في متوسط كتلة الجسم مقارنةً بالمجموعة الضابطة.